# Oscar Collodo
Oscar Collodo (Berna, 16 de agosto de 1958) es un exjugador y entrenador italiano de rugby nacido en Suiza que se desempeñaba como apertura.

## Selección nacional
Debutó en con la Azzurri en la Copa Fira de 1977 ante Polonia el 23 de octubre. En total jugó 15 partidos y marcó 47 puntos.

## Participaciones en Copas del Mundo
Collodo se retiró de la selección al finalizar la participación de ésta en Nueva Zelanda 1987.
| Mundial                       | Sede          | Resultado    | PJ | Puntos |
| ----------------------------- | ------------- | ------------ | -- | ------ |
| Copa Mundial de Rugby de 1987 | Nueva Zelanda | Primera fase | 3  | 20     |

## Palmarés
- Campeonatos italianos: 5

Benetton Treviso: 1977-78, 1988-89 y 1991-92.
Petrarca Rugby: 1979-80 y 1983-84.
Como entrenador: 1
Benetton Treviso: 1996-97.